# NGC 4796
NGC 4796 ist eine elliptische Zwerggalaxie vom Hubble-Typ E im Sternbild der Jungfrau. Sie ist schätzungsweise 105 Millionen Lichtjahre von der Milchstraße entfernt und hat einen Durchmesser von etwa 10.000 Lj. Sie ist durch die Gravitation mit NGC 4795 verbunden, deren östlicher Arm bereits Zeichen dieser Beeinflussung zeigt. 
Das Objekt wurde am 25. März 1865 von Albert Marth entdeckt, der sie zuerst für einen Stern hielt.